# Dapaong
Dapaong ist die nördlichste Stadt Togos und die Hauptstadt der togoischen Region Savanes. 1981 hatte die Stadt 16.939 Einwohner, 2010 waren es 58.071 und für 2016 werden 64.800 Einwohner geschätzt. Damit gehört die Stadt zu den zehn größten Städten des Landes.
Die Stadt liegt jeweils etwa 25 Kilometer östlich der Grenze zu Ghana und südlich der Grenze zu Burkina Faso (Luftlinie). Die Hauptstadt Lomé befindet sich gut 500 Kilometer Luftlinie südlich.
Dapaong liegt in einer flachen Ebene auf 300 Meter über NN. Die Landschaft an der Grenze zur Sahelzone wird von einem eher trockenen Steppenklima dominiert, woher auch der Name der Region Savanes (=Savannen) abgeleitet ist.
Seit 1960 ist Dapaomg Sitz des römisch-katholischen Bistums Dapaong.
Durch die Stadt führt die togoische Nationalstraße N 1 von Lomé (618 km) zur Grenze nah Burkina Faso (38 km).

## Städtepartnerschaften
Seit 1989 besteht eine Städtepartnerschaft mit der französischen Stadt Issy-les-Moulineaux.

## Sport
Der Fußballverein Foadam Dapaong trägt seine Heimspiele im Foadam Riperto de Stadium aus.

## Söhne und Töchter der Stadt
- Oudéré Kankarafou (* 1983), französischer Sprinter togoischer Herkunft
- Djené (* 1991), Fußballspieler